# Zwieselbach (Kirchbach)
Der Zwieselbach ist ein etwa 1,4 km langer linker Zufluss des Kirchbachs in den Alpen in Deutschland.

## Verlauf
Der Zwieselbach entsteht als Graben im Bereich der Rampoldalm nördlich der Rampoldplatte. Nach langem Lauf nach Nordnordosten knickt er am Unterlauf nach Osten und mündet dann von links in den Kirchbach, kurz bevor dieser selbst sich ebenfalls nach Osten in Richtung Brannenburg wendet.